# 572 Rebekka
Rebekka (asteroide 572) é um asteroide da cintura principal com um diâmetro de 29,63 quilómetros, a 2,0219126 UA. Possui uma excentricidade de 0,1576854 e um período orbital de 1 358,38 dias (3,72 anos).
Rebekka tem uma velocidade orbital média de 19,22421885 km/s e uma inclinação de 10,56887º.
Esse asteroide foi descoberto em 19 de Setembro de 1905 por Paul Götz.